# لی هی گیونگ
لی هی گیونگ (Lee Hye-gyeong) (کره‌ای: 이혜경 ; متولد ۱۹۶۰) نویسنده کره جنوبی است که سه مجموعه آثار منتشر کرده و جوایز متعددی را دریافت نموده‌است.
لی قبل از کار ادبی خود، دو سال در دبیرستان تدریس کرد. او اغلب به نقاط دورافتاده و توسعه نیافته جهان سفر می‌کند و به مدت دو سال به عنوان کارگر داوطلب در اندونزی خدمت کرد.
لی هنوز به عنوان نویسنده ای در نسل جدید نویسندگان زن شناخته می‌شود. لی معتقد است که نمی‌تواند حتی یک جمله در مورد چیزی بنویسد که شخصاً در عمیق‌ترین هسته وجودش تجربه و احساس نکرده‌ باشد.

## ترجمه
- خانه ای در جاده (길 위의 집)

## به زبان کره ای
- خانه ای در جاده (۱۹۹۵)
- روبروی آن خانه (۱۹۹۸)
- Hilltop (2001)

## جوایز
- ۱۹۹۵ جایزه نویسنده امروز برای خانه ای در جاده
- ۲۰۰۰ جایزه ادبیات روزانه کره برای روبروی آن خانه
- جایزه ادبیات معاصر ۲۰۰۲ (هیوندای مونهاک) برای هیل تاپ
- جایزه ادبی دونگ این در سال ۲۰۰۶ برای The Gap